# Langenhaslach
Langenhaslach ist ein Ortsteil des Marktes Neuburg an der Kammel im schwäbischen Landkreis Günzburg in Bayern.

## Lage
Das Pfarrdorf liegt eineinhalb Kilometer nordöstlich von Neuburg. Der Haselbach, ein Zufluss der Kammel, durchfließt den Ort.

## Geschichte
Funde deuten bereits auf eine Besiedlung in der Bronze- und Römerzeit hin. Erstmals genannt wurde der Ort 1185 oder 1187 in einer Urkunde des Herzogs Friedrich VI. von Schwaben, eines Staufers.

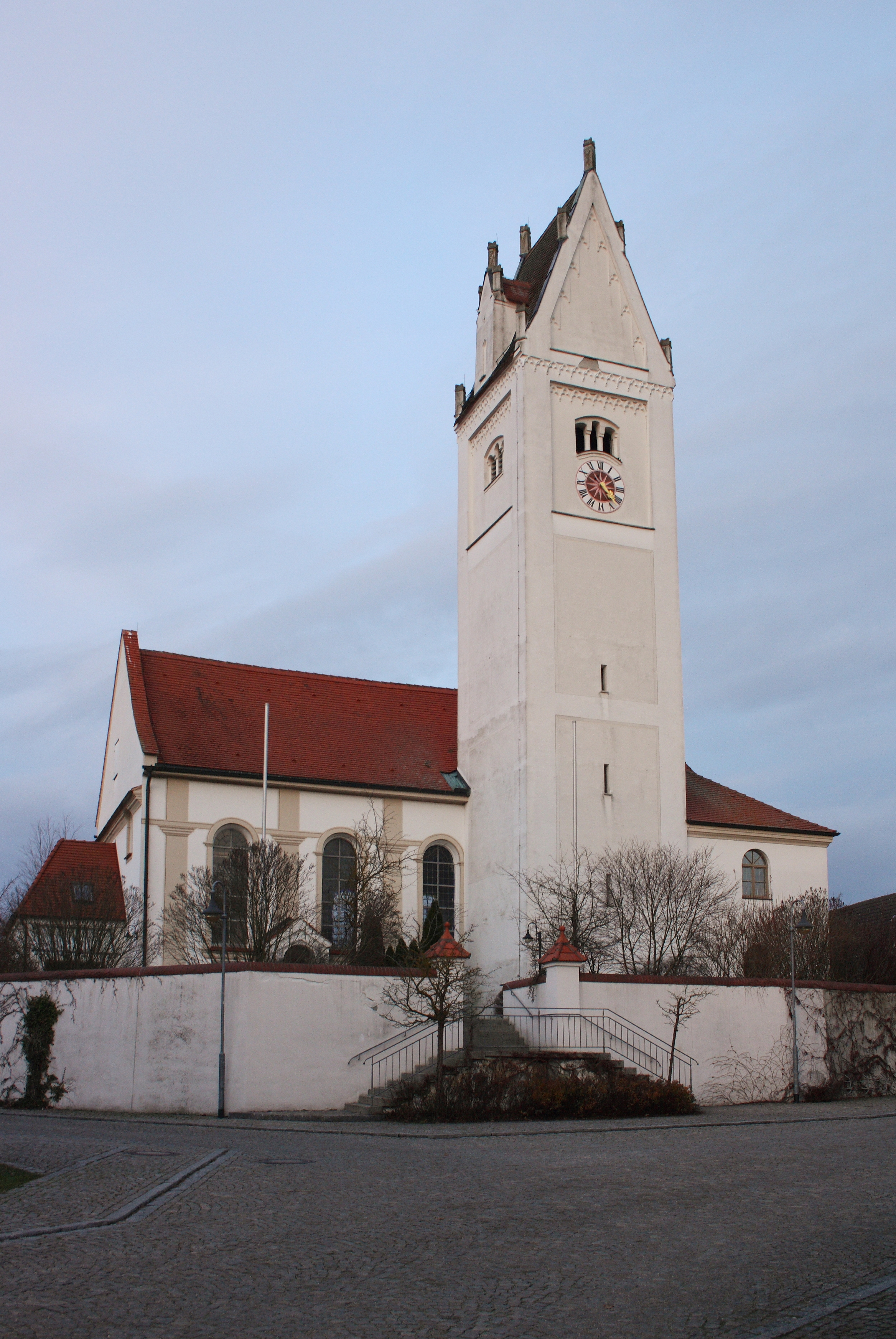
Kirche St. Martin

Nach der Säkularisation wurde Langenhaslach dem Landgericht Ursberg zugeschlagen, das ab 1939 zum Landkreis Krumbach wurde. In diesem blieb die eigenständige Gemeinde mit ihrem Ortsteil Kammühle bis zur Gemeindegebietsreform und wurde 1978 nach Neuburg eingegliedert.

## Verkehr
Die Staatsstraße 2024 von Neuburg nach Burgau durchquert den Ort. Von dieser zweigt die St 2023 nach Thannhausen und zur Bundesstraße 300 ab. Im benachbarten Neuburg befindet sich eine Haltestelle der Mittelschwabenbahn.

## Sehenswürdigkeiten
Sehenswert ist u. a. der Dorfkern mit der Pfarrkirche St. Martin.